# Ceropegia carnosa
Ceropegia carnosa ist eine Pflanzenart der Gattung Leuchterblumen (Ceropegia) aus der Unterfamilie der Seidenpflanzengewächse (Asclepiadoideae).

## Merkmale
Ceropegia carnosa besitzt ausdauernde, windende und kletternde Stängel, die bis 2 m lang werden können. Sie messen etwa 1 bis 2 mm im Durchmesser. Die Wurzeln sind fleischig und verdickt. Die einfachen, schmal eiförmigen bis lanzettlichen Laubblätter sind leicht sukkulent und messen 2 bis 3 cm × 1 bis 2 cm. Die Blattstiele sind 5 bis 15 mm lang. Die Blattstiele und -ränder sind oft behaart.
Der gestielte Blütenstand ist 3- bis 5-blütig; es ist jedoch immer nur eine Blüte geöffnet. Die Blütenstiele sind zwischen 5 und 20 mm lang. Die verwachsenen Kronblätter sind weißlich grün mit rotbraunen Flecken oder Streifen. Die Krone ist bis 2,2 Zentimeter lang. Der schlanke Kronkessel ist 4 mm lang und breit. Er ist typischerweise etwas oberhalb der Mitte eingeschnürt. Die trichterförmige Kronröhre ist basal eingeschnürt und erweitert sich nach oben auf 6 bis 10 mm. Die Kronzipfel sind dreieckig bis lanzettlich und an den Spitzen verwachsen. Sie sind weißlich und mit purpurnen Streifen oder Flecken besetzt.

## Vorkommen
Diese Art ist in Kenia, Eswatini und Südafrika verbreitet.